# Propensão marginal a consumir
A Propensão marginal a consumir mede quanto se incrementa no consumo de uma pessoa quando há um acréscimo em sua renda disponível (a renda disponível depois do pagamento dos impostos) em uma unidade monetária.

## Fórmula Matemática
A propensão marginal ao consumo define-se como a variação do consumo a uma nova renda disponível, pode ser expressa matematicamente derivado da seguinte forma:
{\displaystyle PMC={\frac {dC}{dY_{D}}}};
que explica como as mudanças de consumo mudam quando a renda muda. Na análise do consumo keynesiana, formulamos a seguinte expressão para o consumo:
{\displaystyle C=C_{0}+cY_{D}\,};
É considerada válida para intervalos de variação dos resultados em que a PMC permanece aproximadamente constante:
{\displaystyle C\,} = Consumo
{\displaystyle C_{0}\,} = Consumo autônomo ou fixo.
{\displaystyle c\,} = Propensão marginal a consumir
{\displaystyle Y_{D}\,} = Renda disponível {\displaystyle Y(1-t)}
{\displaystyle (1-c)=b\,} = Propensão marginal a poupar.

## Exemplo
Se a propensão marginal a consumir é 1, o indivíduo gasta completamente toda a nova renda que adquire. Se fosse 0, então pouparia toda a nova renda.
Se a propensão é 1, o indivíduo ou a economia não irá poupar. No caso de ser inferior a 1, existe certa propensão marginal a poupar que é {\displaystyle (1-c)=b}, e há uma acumulação de dinheiro seja pela economia como um todo ou individual. A propensão marginal a poupar depende, como visto a partir do ponto de vista endógeno ao modelo, da capacidade de poupança que tem a economia, e da possibilidade desta. Se espera que (b) tenha um valor mais alto em economias mais desenvolvidas.

## Variação da PMC
{\displaystyle {\frac {dc}{dY_{D}}}={\frac {d^{2}C}{dY_{D}}}\leq 0}

## Outros conceitos
Não se deve confundir propensão marginal a consumir com a propensão média a consumir (PMCm), que é o percentual que o indivíduo consome de acordo com sua renda. Na verdade, dada a convexidade da função consumo é satisfeito se:
{\displaystyle {\mbox{PMC}}_{m}={\frac {C(Y_{D})}{Y_{D}}}\geq {\frac {dC(Y_{D})}{dY_{D}}}={\mbox{PMC}}\geq 0}